# Истра (фабрика)
Истра је фабрика намештаја у македонском граду Кочани. Израђују углавном столове, столице и софе. 